# Sarritor
Sarritor es un género de peces de la familia Agonidae. Fue descrito por el biólogo americano Frank Cramer en 1896.

## Especies
- Sarritor frenatus (C. H. Gilbert, 1896)
- Sarritor knipowitschi Lindberg y Andriashev, 1937
- Sarritor leptorhynchus (C. H. Gilbert, 1896)